# Pierre Dervaux
Pour les articles homonymes, voir Dervaux.
Pierre Dervaux est un chef d'orchestre et compositeur français, né le 3 janvier 1917 à Juvisy-sur-Orge et mort le 20 février 1992 à Marseille.

## Biographie
Pierre Dervaux naît le 3 janvier 1917 à Juvisy-sur-Orge dans une famille de pédagogues et musiciens. Il suit des études musicales au Conservatoire de Paris dans les classes de piano d'Isidor Philipp et d'Yves Nat,.
Il commence sa carrière de musicien en qualité de timbalier avec la volonté de s'orienter vers une carrière de chef d'orchestre. En 1945, il dirige son premier concert avec l'Orchestre Pasdeloup. En 1947, il est nommé chef à l'Opéra-Comique, où il restera jusqu'en 1953. De 1956 à 1972, il est chef permanent à l'Opéra de Paris, où il débute avec le Rigoletto de Giuseppe Verdi, alors chanté en français. De 1968 à 1975, il est directeur artistique et musical de l'Orchestre symphonique de Québec. En 1971, il devient le premier directeur de l'Orchestre national des Pays de la Loire, puis  directeur musical de l'Orchestre philharmonique de Nice de 1979 à 1982. Il dirige aussi l'Orchestre symphonique de la NHK, l'Orchestre Lamoureux, l'Orchestre de la Société des concerts du Conservatoire, l'Orchestre de la RTF, l'Orchestre radio-lyrique mais surtout, durant plus de trente ans, de 1958 jusqu'à sa mort en 1992, l'Orchestre des Concerts Colonne.
Il est également professeur de direction à l'École normale de musique de Paris de 1964 à 1986 et au Conservatoire de Montréal de 1965 à 1972. Jean-Claude Casadesus, Sylvain Cambreling, Dominique Rouits, Adrian McDonnell, Georges Aperghis, Patrick Juzeau, Patrick Botti, Pascal Muller Van Haeren, Jean Leccia et Jean-Pierre Wallez ont été ses élèves.
Grand défenseur de la musique française, il contribue à faire connaître des compositeurs tels que Vincent d'Indy ou Gabriel Pierné par une large discographie. Il est, avec Georges Prêtre, le chef favori de Francis Poulenc (c'est lui qui a dirigé en 1958 la première française de ses Dialogues des carmélites). Il participe à la création de l'opéra de Valérie Soudères, Que ma joie demeure, inspiré par le texte de Jean Giono.
Il compose également deux symphonies, deux concertos, un quatuor, un trio et quelques mélodies.

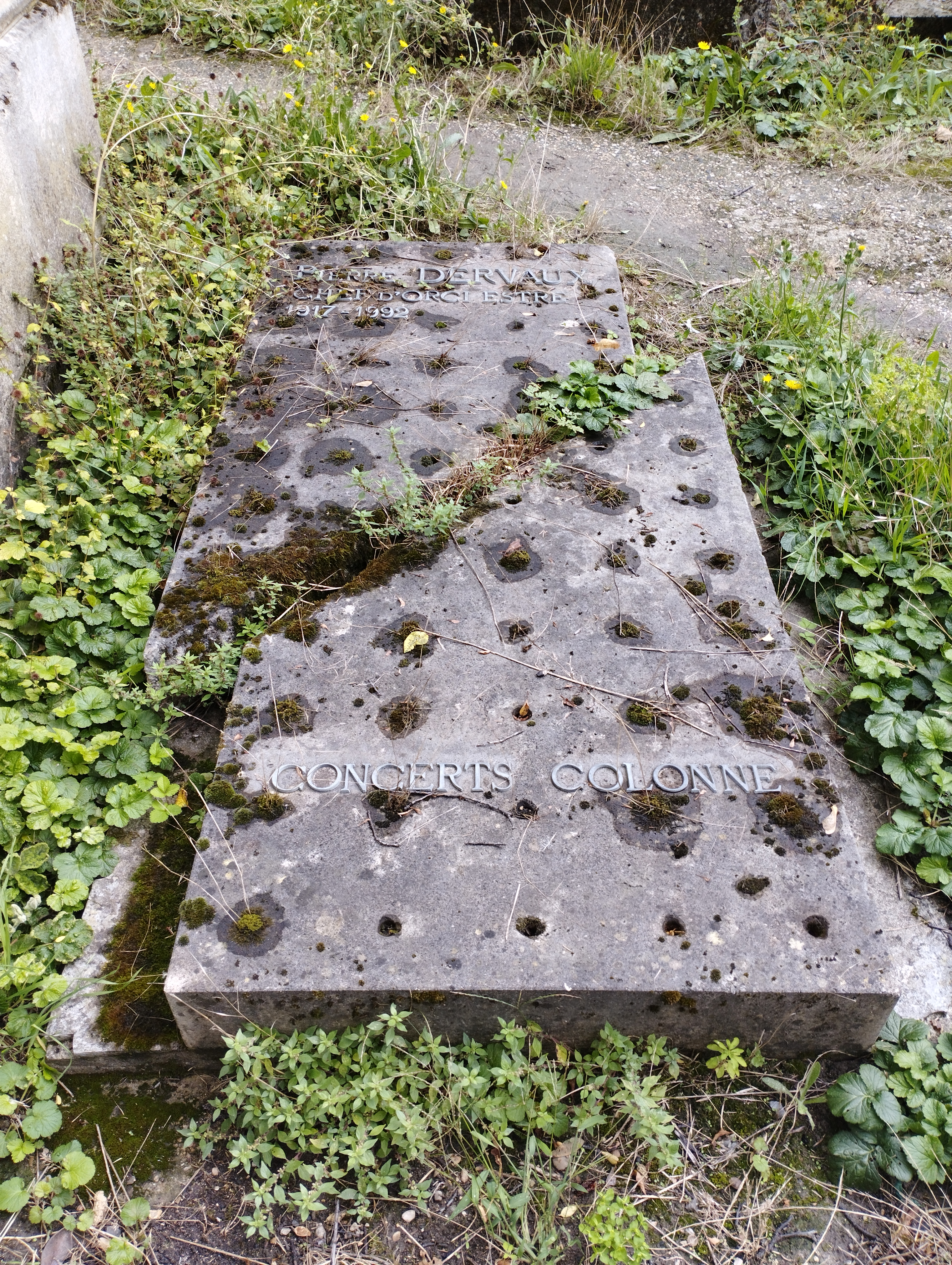
Tombe de Pierre Dervaux au cimetière du Père-Lachaise (division 10).

Il meurt le 20 février 1992 à Marseille à l'âge de 75 ans. Il est inhumé au cimetière du Père-Lachaise (10e division),. Sa pierre tombale porte la mention « Concerts Colonne ».

## Discographie
Pierre Dervaux a enregistré notamment chez EMI les œuvres pour violon et orchestre de Camille Saint-Saëns (dont les 3 concertos), avec le violoniste Ulf Hoelscher et le New Philharmonia Orchestra ; Les Pêcheurs de perles de Georges Bizet, avec Janine Micheau (Leila), Nicolai Gedda (Nadir), Ernest Blanc (Zurga) et Jacques Mars (Nourabad), les chœurs et l'orchestre du Théâtre national de l'Opéra-Comique de Paris (Réf C063-11075) ; Dialogues des carmélites de Francis Poulenc, avec Denise Duval (Blanche de La Force), Denise Scharley (l'ancienne prieure), Rita Gorr (Mère Marie), Régine Crespin (la nouvelle prieure) et Xavier Depraz (le marquis de La Force), les chœurs et l'Orchestre de l'Opéra national de Paris.
Chez Ducretet Thomson SYMPHONIE N°5 op.95 "NOUVEAU MONDE" D'ANTON DVORAK Concert du 12 décembre 1961, Orchestre de l'Association des Concerts Colonne.

## Distinctions
Pierre Dervaux est nommé officier de la Légion d'honneur, officier de l'ordre national du Mérite et officier des Arts et des Lettres.